# María Silvina D'Elía
María Silvina D'Elia (25. travnja 1986.) je argentinska hokejašica na travi. Igra na mjestu obrambene igračice.
S argentinskom izabranom vrstom je osvajala odličja i sudjelovala na više međunarodnih natjecanja.
Po stanju od studenog 2009., igra za klub Maristas de Mendoza.

## Sudjelovanja na velikim natjecanjima
- juniorsko SP 2005. (5. mjesto)
- Trofej prvakinja 2006. (4. mjesto)
- Južnoameričke igre 2006. (zlato)
- Trofej prvakinja 2007. (srebro)
- Trofej prvakinja 2008. (zlato)
- OI 2008. (bronca) - bila je pričuvnom igračicom, nije igrala
- Panamerički kup 2009. (zlato)
- Trofej prvakinja 2009. (zlato)